# 유두종
유두종(乳頭腫)은 양성 상피세포 종양을 일컫는 말로, 사마귀와 같이 밖으로 뻗어나가는 식으로 자라난다. 일반적으로 인간 유두종바이러스 감염에 의해 생기는 사마귀 등을 일컫는다. 하지만, 이외에도 다양한 유두종이 있으며, 원인이 알려지지 않은 경우도 있다.

## 같이 보기
- 유방암